# Aenigmatospora
Aenigmatospora är ett släkte av svampar. Aenigmatospora ingår i divisionen sporsäcksvampar och riket svampar.